# 마이클 카투이라
마이클 카투이라(Michael Catuira) 또는 미셸 카투이라(Michel Catuira)는 대한민국에 체류한 필리핀인 불법체류 이주 외국인 노동자로서 이주노조를 설립하고 인권운동을 한 사람이다. 이주노동자노조를 설립하였다. 트랜스남성임을 밝히고 마이클로 개명했다.
1. ↑  https://amnesty.or.kr/campaign/%ED%8A%B8%EC%9C%84%ED%84%B0%ED%83%84%EC%9B%90-3%EC%9B%94-3%EC%9D%BC-%EB%AF%B8%EC%85%80-%EC%B9%B4%ED%88%AC%EC%9D%B4%EB%9D%BC%EC%94%A8%EB%A5%BC-%EC%9C%84%ED%95%B4-%EB%B2%95%EB%AC%B4%EB%B6%80-%EC%9E%A5/
2. ↑  “보관된 사본”. 2018년 11월 28일에 원본 문서에서 보존된 문서. 2018년 11월 28일에 확인함.
3. ↑  http://news.khan.co.kr/kh_news/khan_art_view.html?art_id=201106092105345
4. ↑  http://weekly.chosun.com/client/news/viw.asp?ctcd=c02&nNewsNumb=002363100010